# Hilala
Hilala  (in arabo هلالة‎?) è un centro abitato e comune rurale del Marocco situato nella Provincia di Chtouka-Aït Baha, regione di Souss-Massa. Conta una popolazione di 2 684 abitanti (censimento 2014).